# Güneyağıl, Kiğı
Güneyağıl là một xã thuộc huyện Kiğı, tỉnh Bingöl, Thổ Nhĩ Kỳ. Dân số thời điểm năm 2010 là 40 người.